# Aeropuerto de Bakki
El Aeropuerto de Bakki (en islandés: Bakkaflugvöllur) (OACI BIBA) está ubicado en la región de Suðurland, al suroeste de Islandia, a 110 km al sureste de la capital, Reikiavik. Es utilizado principalmente para vuelos de corta distancia hacia y desde las Islas Westman  (Vestmannaeyjar), lugar más cercano al aeropuerto, a tan solo 14.2 kilómetros de distancia.

## Historia
En 1978, el piloto Bjarni Jonsson inspeccionó Bakki buscando las condiciones para un aeropuerto, uno de los locales, Jon Einarsson, agricultor y más tarde supervisor del aeropuerto, colaboró con el proyecto. Ambos decidieron que un terreno de campos de papa era la mejor ubicación y decidieron sembrar césped. Fue un excelente punto de aterrizaje y se utilizó durante años. En 1990, la Administración de Aviación Civil se hizo cargo de la operación y las pistas se alargaron, siendo asfaltada la más larga. El vuelo entre la isla Heimaey y la isla principal dura unos 7 minutos.

## Geografía
El terreno alrededor del aeropuerto es llano, hacia el sur se localiza el mar. Al norte del aeropuerto se encuentra la montaña Dagmálafjall, a 966 metros sobre el nivel del mar. En la región alrededor del aeropuerto, los arroyos y formaciones rocosas son extremadamente comunes. Además, el aeropuerto esta casi en su totalidad cubierto de césped. La densidad de la población alrededor del aeropuerto esta estimado en 2 personas por kilómetro cuadrado.
El clima del aeropuerto es tundra. la temperatura en promedio es de -1° Celsius, siendo el mes más caluroso julio, a 9 °C, y diciembre el más frío, a -8 °C.

## Vuelos y aerolíneas

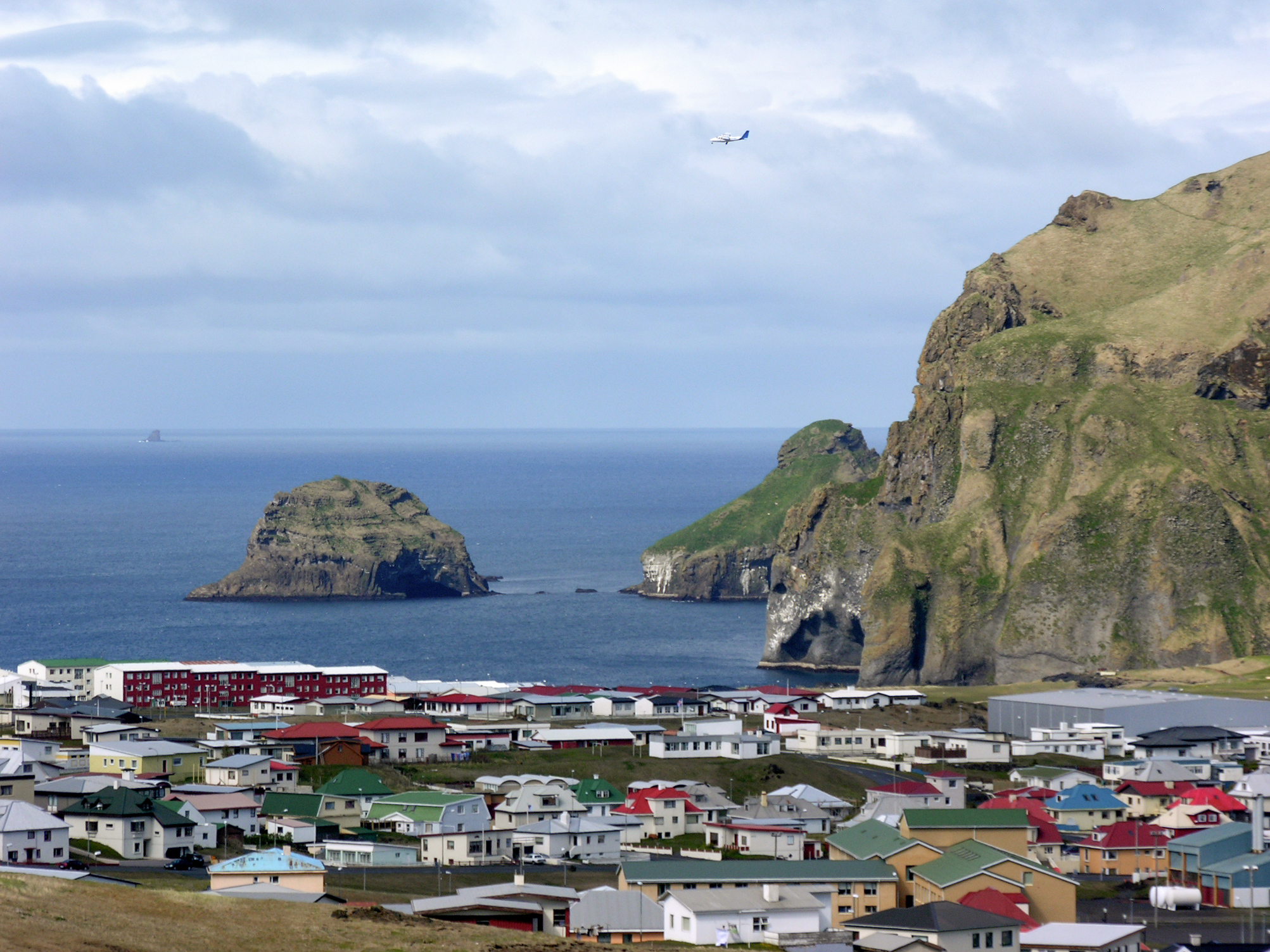
Isla Heimaey, una de las Islas Westman.

|          | Aerolínea  | Vuelo          |
| -------- | ---------- | -------------- |
| Islandia | Air Arctic | Vestmannaeyjar |

## Estadísticas
Ver fuente y consulta Wikidata.